# Fight or Flight (Star Trek: Enterprise)
"Fight or Flight" es el tercer episodio de la serie de televisión Star Trek: Enterprise. "Fight or Flight" fue escrita por Brannon Braga y Rick Berman.  Allan Kroeker fue el director del episodio; anteriormente había dirigido "Endgame", el final de Star Trek: Voyager.
En este episodio, la nave Enterprise se encuentra con una nave alienígena que es su primera oportunidad de primer contacto, pero encuentra grietas en el casco y no hay actividad. El Capitán Archer, la alférez Sato y el teniente Reed abordan el barco para investigar, y en el barco, Sato pronto enfrenta sus miedos.

## Trama
Es mayo de 2151 y la tripulación del Enterprise se está instalando y poco a poco se están conociendo. La tripulación está inquieta ya que no han encontrado nada nuevo en las últimas dos semanas: el Capitán Archer está tratando de localizar un chirrido en su sala de espera y está ansioso porque aún no han descubierto ningún planeta que valga la pena; la subcomandante T'Pol señala que los Vulcanos no seleccionan su destino por lo que despierta su interés, ya que no comparten el entusiasmo de la humanidad por la exploración; El teniente Reed y el alférez Mayweather están ejecutando simulaciones de armas que están ligeramente fuera de lugar; y en la enfermería, la alférez Sato cuida una babosa traída de una misión fuera de casa.
Cuando T'Pol detecta con sensores una nave Axanar a la deriva, la Enterprise sale de warp para investigar. El barco muestra evidencia de disparos de armas y señales biológicas, pero no responde a los granizos. Archer está ansioso por establecer el primer contacto con una nueva raza, pero T'Pol recomienda no interferir. Después de descubrir múltiples grietas en el casco, se envía un equipo visitante con trajes EV. La tripulación alienígena pronto es encontrada muerta, suspendida boca abajo con tubos conectados al pecho. Asustado, el equipo visitante se retira y la Enterprise se marcha. El Doctor Phlox y Sato discuten sus temores sobre el incidente y establecen paralelismos entre ella y la babosa que está fuera de su entorno natural.
Finalmente, Archer decide regresar al barco. Phlox descubre que los cuerpos están siendo recolectados en busca de una sustancia química similar al líquido linfático, mientras que el comandante Tucker restablece las comunicaciones y Sato decodifica el lenguaje Axanar.  Cuando T'Pol advierte a Archer que se acerca un barco, la tripulación se retira al Enterprise, no sin antes dispararle a la bomba de recolección. La nave alienígena ataca, pero la Enterprise no puede devolver el fuego con precisión debido a problemas con los escáneres de objetivos. Llega una segunda nave Axanar y Sato los convence de que la nave alienígena es la responsable. Luego atacan el barco enemigo y la Enterprise se salva. El episodio termina con Sato y Phlox liberando la babosa en un nuevo planeta.

## Producción

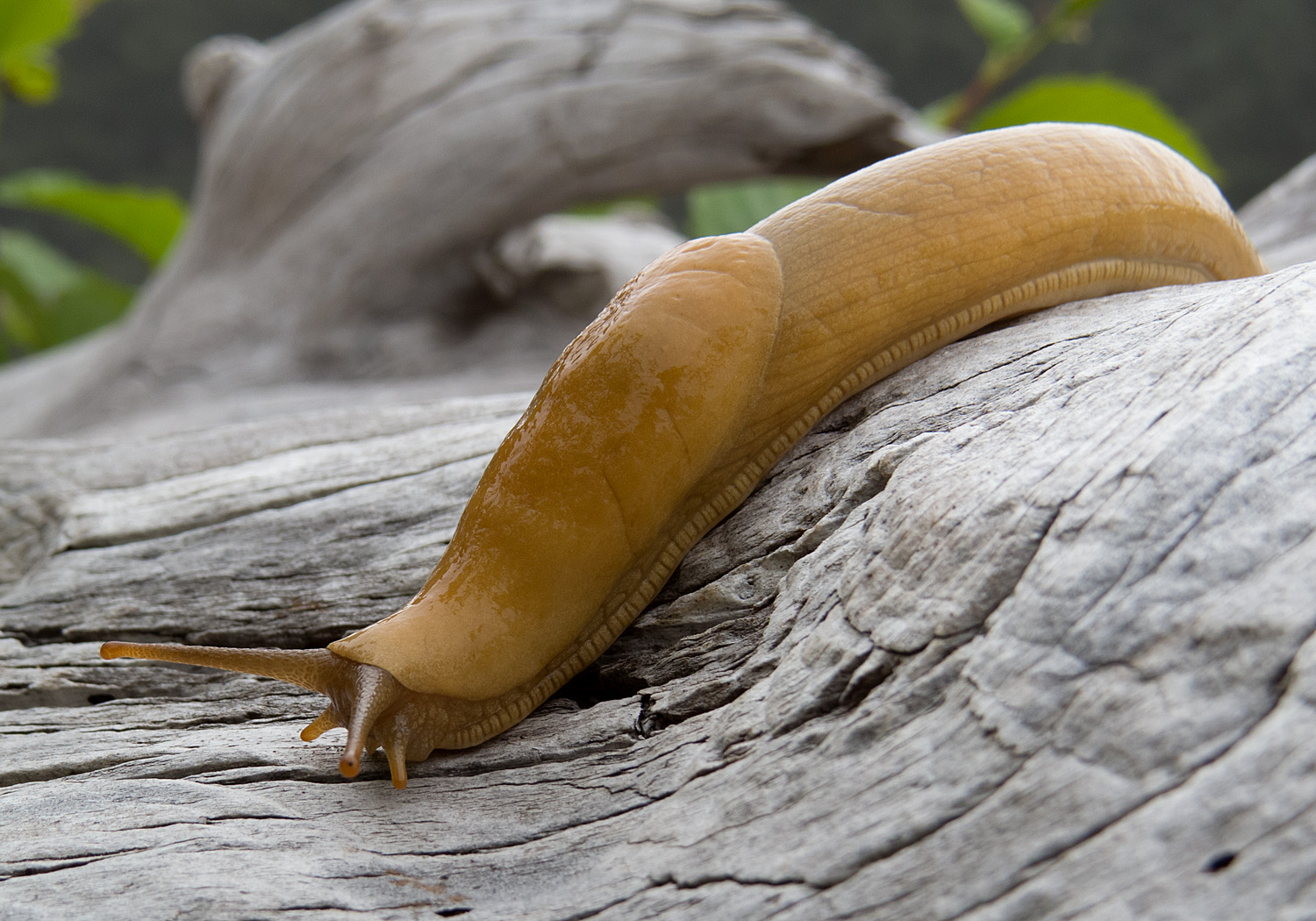
En este episodio apareció una babosa de plátano o Ariolimax.

Allan Kroeker fue director del episodio; anteriormente había dirigido "Endgame", el final de Star Trek: Voyager,  y también "What You Leave Behind", el final de Star Trek: Deep Space Nine y muchos otros episodios. 
La estrella invitada Jeff Rickets, que interpretó al capitán de Axanar, regresó en "The Andorian Incident" para interpretar a Keval, uno de los Guardias Imperiales andorianos.  La babosa que aparece en el episodio es una Ariolimax, las grandes babosas amarillas se encuentran en el norte de California y comúnmente se las conoce como "babosas banana". 
John Billingsley como el Doctor Phlox tuvo dificultades para usar los trajes espaciales y, mientras filmaba este episodio, se quitó las prótesis de orejas al intentar quitarse el casco.

## Recepción

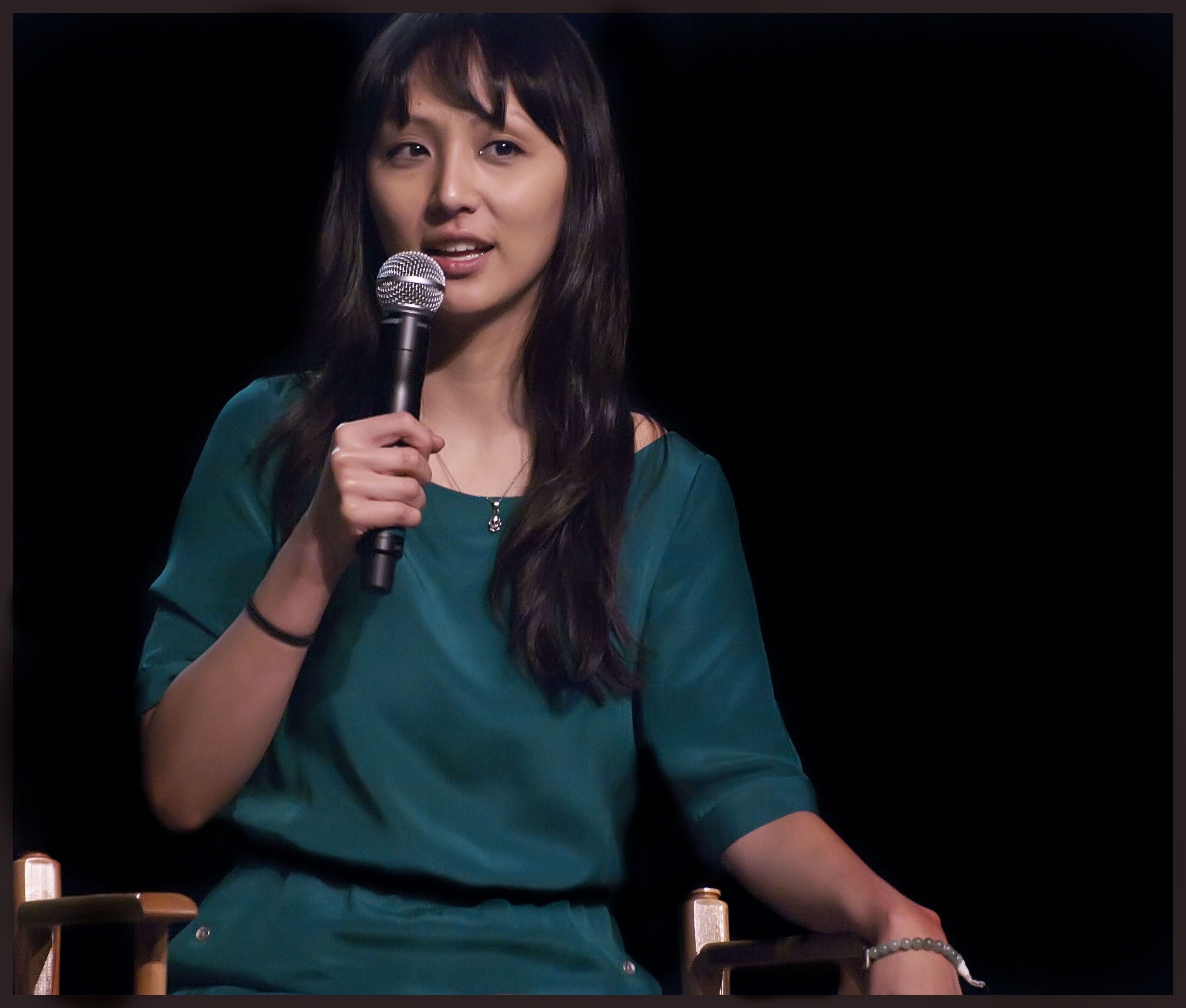
La actriz Linda Park, que interpreta a Hoshi Sato, dijo que este episodio muestra cómo creció su personaje durante la serie.

Fight or Flight se emitió por primera vez en los Estados Unidos por UPN el 3 de octubre de 2001. Según Nielsen Media Research, recibió una calificación de 5,7/9 entre los adultos.  Tuvo una media de 9,2 millones de espectadores.  La retención de audiencia fue comparativamente mayor que la del segundo episodio de Star Trek: Voyager.  
Escribiendo para Knight Ridder, el crítico de televisión Bobby Bryant nombró "Fight or Flight" entre los cuatro mejores episodios de la temporada.  Bryant citó la respuesta de la tripulación del Enterprise al descubrimiento de una tripulación alienígena masacrada (inicialmente huyendo) como "una de las reacciones más honestas en la historia de Star Trek".  TrekWeb mencionó este episodio como uno de los mejores, señalando que tiene lugar en el espacio y "logra capturar al menos algo de esa emoción de la exploración y aportar una nueva sensibilidad a los clichés habituales de Star Trek".  Una reseña de la temporada 1 de 2005 de TrekWeb fue más crítica con "Fight or Flight" y la clasificó entre "historias insulsas y sin inspiración en su creación y ejecución, que iban aburridamente a donde todos los demás habían ido antes".  Al escribir para SyFy Portal, Michael Hinman también fue crítico con el episodio y comentó: "'Broken Bow' llegó a la pantalla chica de UPN con excelentes críticas y calificaciones impresionantes. Pero las cosas fueron cuesta abajo a partir de ahí después de una mala salida con extraterrestres chupadores de sangre en 'Fight or Flight'".  Hinman observó que el episodio "carecía seriamente" de cantidad de "momentos tensos"; Y continuó señalando: "Otra cosa que faltaba en 'Fight or Flight'... eran los amplios ángulos de cámara que ayudaron a diferenciar esta nueva serie de las tomas estáticas que siempre se encuentran en Star Trek: Voyager y otras encarnaciones".  IGN lo calificó con 4 sobre 5.  Keith DeCandido de Tor.com le dio 5 sobre 10. 
En una entrevista con Ian Spelling de The New York Times, Linda Park quien interpreta a Hoshi Sato en Enterprise citó "Fight or Flight" como un ejemplo de la progresión y crecimiento de su personaje durante la serie. En el libro Star Trek 101 de Terry J. Erdmann y Paula M. Block se cita un diálogo del personaje de Park en una descripción general de Hoshi Sato: "Fui la primera elección de Jonathan Archer para esta misión. Cada mundo habitado al que llegamos es Va a estar lleno de lenguaje. Él me necesita aquí".
En 2015, Den of Geek recomendó este episodio y "Vox Sola" como episodios a seguir para el desarrollo del personaje de Hoshi.
En 2021, The Digital Fix dijo que este era uno de los mejores episodios de la primera temporada y destacó cómo involucra a la audiencia en la maravilla de la exploración.